# معماری در اسکاتلند

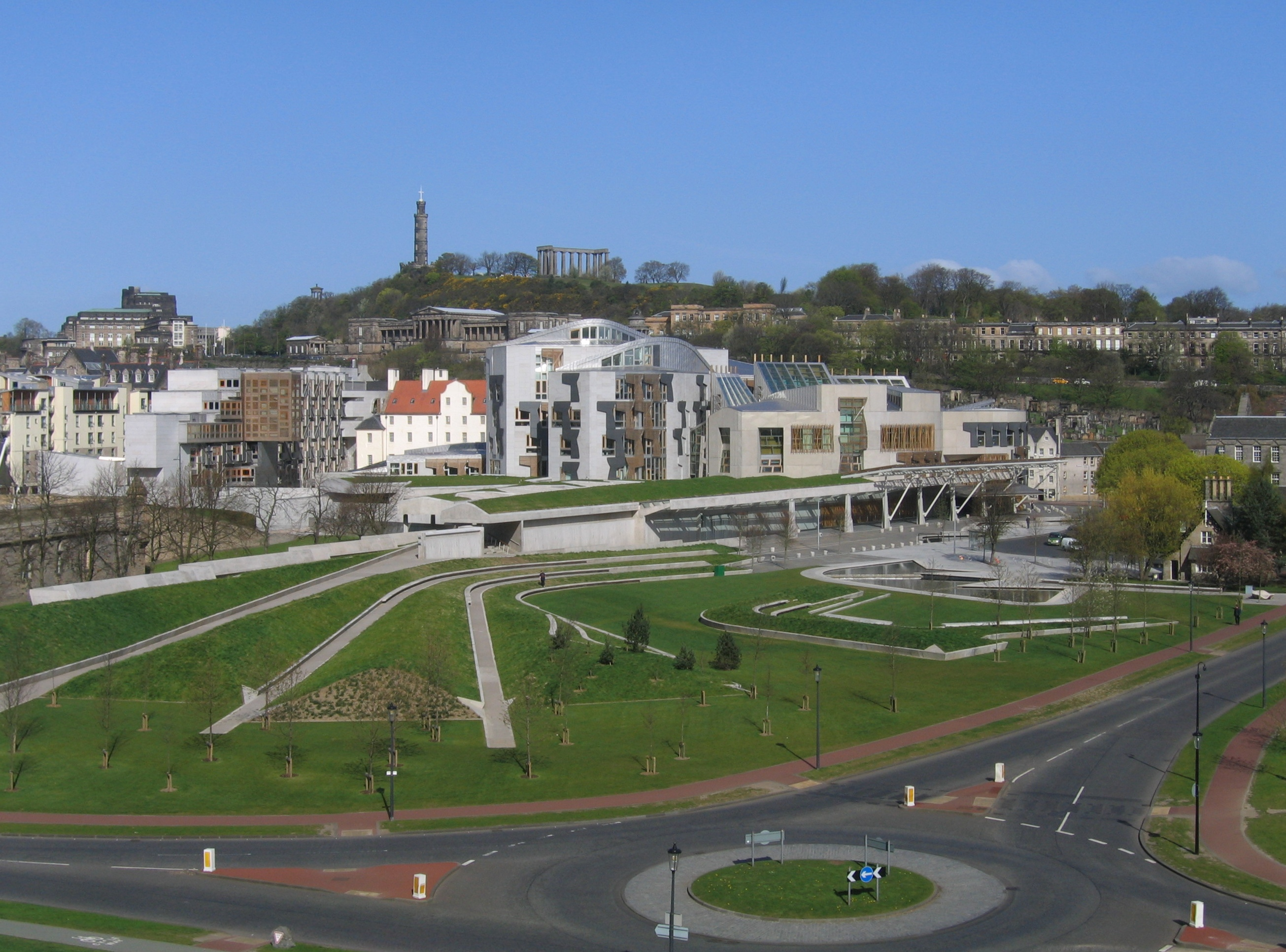
پارلمان اسکاتلند

معماری اسکاتلند شامل همهٔ ابنیهٔ انسانی در مرزهای امروزی اسکاتلند از دوران نوسنگی تا اکنون می‌شود. تاریخ اولین خانه‌های مانده در اسکاتلند به ۹٫۵۰۰ سال پیش می‌رسد و اولین روستاها به ۶٫۰۰۰ سال پیش. سکارا برای در اورکنی قدیمی‌ترین روستای بازمانده در سراسر اروپا است. ساخت کِرَنِگ‌ها، کلبه‌های گردی که روی جزایر مصنوعی ساخته می‌شدند، در عصر برنز آغاز شد و تپه‌قلعه‌ها در عصر آهن رونق یافتند. با ورودی رومی‌ها در سال ۷۱ میلادی به اسکاتلند ساخت قلعه‌ها و استحکامات نظامی‌ای چون دیوار آنتونین در اسکاتلند آغاز شد.
با آغاز سیستم ارباب‌رعیتی در اسکاتلند در قرن دوازدهم ساخت قلعه‌های قرون وسطایی نیز رونق یافت.
ابداع باروت منجر به ساخت نوعی سکوی شلیک موسوم به گانپورت در این قلعه‌ها شد.
کلیساهای قرون وسطایی در اسکاتلند از نمونه‌های مشابه در انگلستان ساده‌تر بودند و غالباً در شیوهٔ معماری گوتیک ساخته می‌شدند.
از اوایل قرن پانزدهم استفادهٔ التقاطی از اشکال و فرم‌های معماری رومانسک به اسکاتلند راه یافت، اما تأثیر رنسانس در معماری کلیساهای اسکاتلند عمدتاً در اواخر قرن پانزدهم آغاز شد و نمونهٔ برجستهٔ آن کاخ لینلیتگو است. در دوران اصلاحات دینی برخی تزئینات کلیساها تخریب شدند و نقشه‌های T شکل به معماری اسکاتلند راه یافتند.
پس از بازگشت سلطنت در ۱۶۶۰، ساخت خانه در شیوهٔ معماری پالادیان در اسکاتلند رونق یافت و معمارانی چون ویلیام بروس و جیمز اسمیت در این سبک آثاری ارائه دادند. در قرن هجدهم برخی از مهمترین معماران بریتانیا از اسکاتلند می‌آمدند که از آن جمله می‌تواند به جیمز گیبس، ویلیام چمبرز و به‌ویژه رابرت آدام اشاره کرد. انقلاب صنعتی ساختار شهرهای اسکاتلند را زیرورو کرد و منجر به ایجاد گستره‌های بی‌دروپیکر شهری مانند گلاسکو شد. در قرن نوزدهم سبک‌های احیاگری تحت‌تاثیر شیوه‌های بارونی و نوکلاسیسیسم در اسکاتلند محبوب شدند.
مهمترین معمار اوایل قرن بیستم اسکاتلند، چارلز رنی مکینتاش، شیوه‌ای بنیان نهاد که به «سبک گلاسکو» موسوم است. این قرن همچنین شاهد معمارانی چون جیمز استیرلینگ و جیمز گوان و استفاده گسترده از معماری زبره‌کاری شد.